# Соломон, Реанна
Реанна Марича Соломон (англ. Reanna Maricha Solomon, 16 декабря 1981, Мененг, Науру — 4 июля 2022) — науруанская тяжелоатлетка. Чемпионка Игр Содружества 2002 года, участница летних Олимпийских игр 2004 года.

## Биография
Реанна Соломон родилась 16 декабря 1981 года в наурийском округе Мененг.
В 2002 году стала чемпионкой Игр Содружества, которые проходили в Манчестере. Женская тяжёлая атлетика была представлена на этих соревнованиях впервые. Соломон заняла 1-е место в весовой категории свыше 75 кг. Она подняла в двоеборье 227,5 (100+127,5) кг, опередив на 2,5 кг ближайших преследовательниц — австралийку Каролину Пиледжи и новозеландку Оливию Бейкер. Кроме того, на её счету малое золото и рекорд Игр в толчке и малая бронза в рывке. Соломон стала первым спортсменом из Науру, завоевавшим золото Игр Содружества.
В 2004 году вошла в состав сборной Науру на летних Олимпийских играх в Афинах. Выступала в весовой категории свыше 75 кг. Заняла 11-е место среди 12 участниц с результатом 220 (95+125) кг. Соломон опередила только Иви Шо из Фиджи (185 кг) и значительно уступила чемпионке Тан Гунхун из Китая (300 кг).
Пять раз участвовала в чемпионатах мира по тяжёлой атлетике. На юниорских чемпионатах в 1999 году в Саванне и в 2002 году в Праге она занимала 6-е место с результатами 192,5 кг и 205 кг соответственно. На взрослых чемпионатах в 1998 году в Лахти Соломон стала 16-й (180 кг), в 1999 году в Афинах — 19-й (192,5 кг), в 2003 году в Ванкувере — 21-й (217,5 кг).
Скончалась 4 июля 2022 года от COVID-19.